# Zündloch

1. Kugel 2. Pulver 3. Zündloch

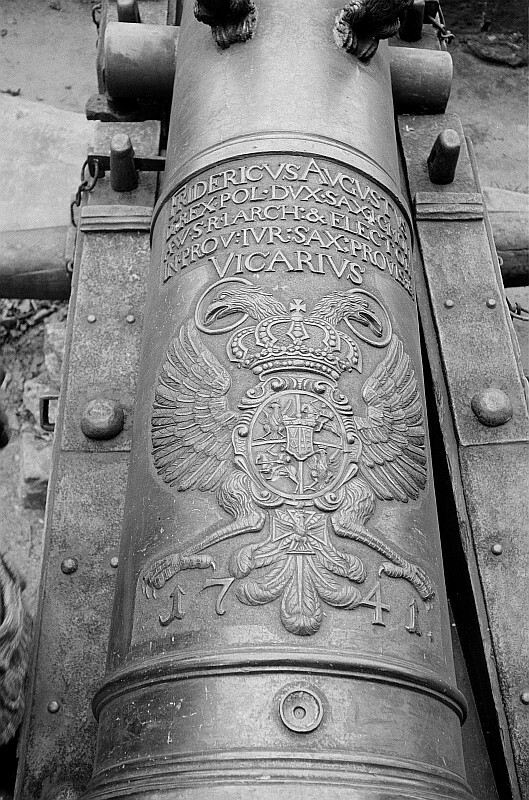
Kanonenrohr mit Zündpfanne und Zündloch (unten)

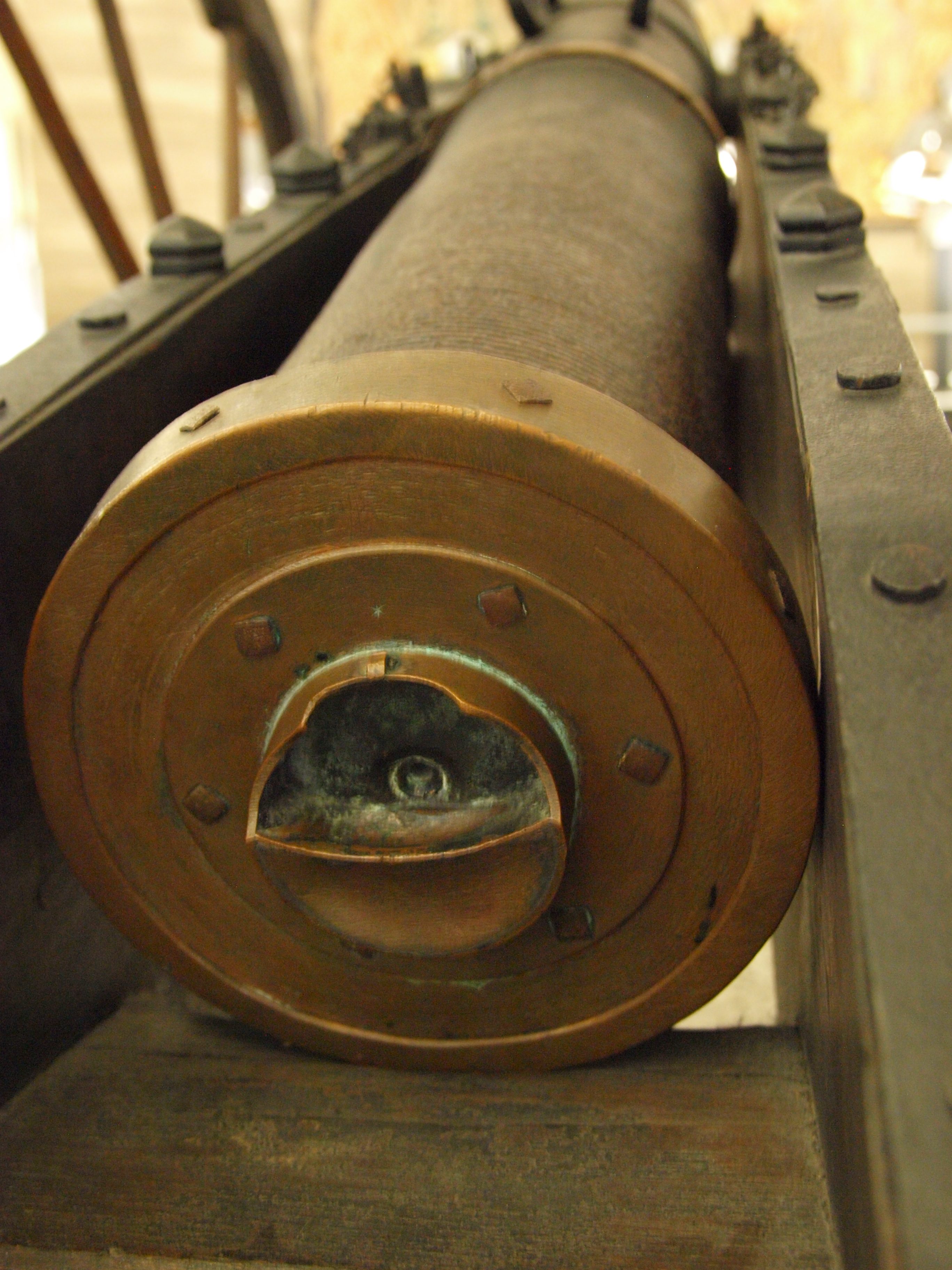
Axiales Zündloch einer „Lederkanone“

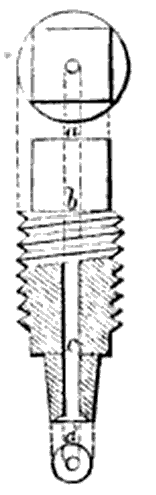
Zündlochstollen

Das Zündloch  (englisch touchhole, französisch trou de lumiere) ist eine kleine Öffnung im Lauf einer Vorderladerwaffe. Es kann seitlich oder oben auf dem Lauf sein, so z. B. bei Geschützen.
Durch das Zündloch wird mit der Lunte oder dem Zündeisen die Treibladung gezündet. Am Zündloch befindet sich auch noch eine kleine Vertiefung, die sogenannte Pfanne. Auf ihr liegt das Zündkraut, mit dem die Ladung gezündet wird.
Spätere Geschütze verwendeten statt des losen Pulvers Treibladungsbeutel bzw. Kartuschen. Nachdem der Treibladungsbeutel im Rohr geladen war, stieß man mit einer Kartuschennadel durch das Zündloch bis tief in den Beutel hinein. Danach wurde die Schlagröhre bzw. Stoppine durch das Zündloch bis in die Kartusche getrieben.
Bei Geschützen betrug der Durchmesser des Zündlochs 4–6 mm. Es war in der Regel senkrecht (90°) oder ein einem etwas kleineren Winkel bis zu 80° zur Seelenachse angebracht. Der spitze Winkel zeigt dabei rückwärts. Vielfach befindet sich das Zündloch nicht ganz am Rand der Kammer, sondern ist etwas an nach vorne versetzt. Das sichert die Zündung auch dann wenn der Treibladungsbeutel nicht vollständig bis zum Kammerboden heruntergedrückt worden ist. Den gleichen Zweck hatten schiefen Zündlöcher. Selten war die axiale Anbringung wie z. B. bei der Lederkanone.
Bis in die Mitte des 18. Jahrhunderts wurde das Zündloch direkt in das Geschützrohr gebohrt. Das Zündloch wurde bei jedem Schuss durch heiße und aggressive Pulvergase etwas ausgebrannt d. h. erweitert. Wenn durch das ausgebrannte Zündloch der Druckverlust zu groß war, wurde dadurch das Geschütz unbrauchbar. Von den verwendeten Geschützmaterialien widerstand Bronze dem Vorgang am kürzesten, Gussstahl etwas länger und am längsten Gusseisen. Bei Rohren aus Gussstahl und Gusseisen zeigten sich aber zunehmend Risse, welche zum katastrophalen Zerspringen des Rohrs führen konnten. Zerklüftete Zündlöcher bargen auch die Gefahr, dass sich dort glimmende Pulverreste festsetzen konnten. Beim Laden der nächsten Ladung konnte es zu einer ungewollten Entzündung kommen.
In Preußen gab es um 1730 Versuche, die Zündlöcher mit gegossener Bronze zu verschließen und neu aufzubohren. Die neuen Zündlöcher hielten aber vergleichsweise nur wenige Schuss. Florent-Jean de Vallière führte 1732 in Frankreich Geschütze mit einem in das Zündloch eingegossenen Zündkern aus geschmiedetem Kupfer ein. Beim Gießen des Geschützes kühlte das Metall um den Zündkern jedoch zu schnell aus und war dadurch poröser. Deshalb entwickelte der Franzose Gribeauval 1774 für Bronzegeschütze ein Zündloch mit Gewinde in welches der Zündkern kalt eingeschraubt wurde. Dieses Verfahren setzte sich für die nächsten Jahrzehnte durch.
Der Zündlochkern bzw. Zündlochstollen bestand aus geschmiedetem Kupfer, wurde erst durchgebohrt und dann mit einem Gewinde versehen. Der Zündlochkern wurden in das Kernlager mittels einer Geschütz-Verschraubmaschine eingedreht. Der viereckige Kopf diente dabei als Schraubenantrieb. War der alte Kern ausgebrannt, wurde er entfernt und ein neuer eingeschraubt. In der Regel musste dazu der alte Zündlochkern ausgebohrt werden und das Kernlager des Geschützes musste mit einem neuen Gewinde versorgt werden. Der neue Zündlochkern hatte somit einen größeren Durchmesser als der vorherige. In der Preußischen Armee wurden Zündlochkerne mit 7 Durchmessergrößen vorgehalten. Das Wiederverschrauben war aufwändig; 6 Mann benötigten dafür 10–12 Stunden. Zündkerne wurden teilweise auch bei Gewehren verwendet.
Im 19. Jahrhundert konnte zum Zünden von Geschützen auch das System der Reibzündschraube angewendet werden. Der Schuss konnte aus Distanz oder aus der Deckung durch das Ziehen eines Kabels ausgelöst werden.
In luxuriösen Handfeuerwaffen wurde auch Gold aus Auskleidung des Zündlochs verwendet. Gold hat den Vorteil, dass die schweflige Säure es nicht angreift. Als Nachteil hat Gold einen geringen Schmelzpunkt, was die Herstellung des Rohrs erschwerte, da als letzter Arbeitsschritt zum Härten des Rohrs, dieses noch mal stark erhitzt werden musste. 1803 begannen die Büchsenmacher in London Platin zu verwenden. Platin hat einen höheren Schmelzpunkt und war zu der Zeit günstiger als Gold. In den 1860ern wurden einige Geschütze mit Zündkernen aus der sehr widerstandsfähigen Legierung aus Platin/Iridium hergestellt. Da dieses Material sehr teuer war, wurde es nur bei besonderen Geschützen verwendet.
Bei Perkussionswaffen, welche mit einem Anzündhütchen gezündet werden, wird in den Zündlochkern als Zündkern das Piston geschraubt.
Schwere Geschütze konnten bei schneller Flucht wegen ihres Gewichts nicht mitgenommen werden. Um sie für den Feind zumindest zeitweilig unbrauchbar zu machen, wurden sie vernagelt. Dazu trieb man einen Nagel in das Zündloch, der den Zündkanal zum Hauptrohr versperrte.